# HD 150608
HD 150608，又名CD-3710942，SAO 207966、HR 6210，是一颗恒星，视星等为6.05，位于銀經345.01，銀緯5.06，其B1900.0坐标为赤經16h 37m 1.9s，赤緯-37° 5.06′ 56″。